# Skagens 500 Aars Jubilæum 1413-1913
|  | Denne artikel er oprettet af botten PalnaBot ud fra en ekstern database. Den kan derfor have sproglige fejl eller mangler. Denne skabelon kan fjernes efter kontrol af indholdet. |

Skagens 500 Aars Jubilæum 1413-1913 er en film med ukendt instruktør.

## Handling
Skagen fejrer sit 500 års byjubilæum 22. januar 1913. Kong Christian X og Dronning Alexandrine ankommer til festlighederne. Skagens Museum og maleren P.S. Krøyers hus passeres. Der er arrangeret kongefrokost hos Brøndums. De kongelige aflægger besøg på Sømandshjemmet på havnen og på skolen. Det nye fyr og det gamle fyr ses, det allerældste vippefyr fra 1600-tallet demonstreres.